# Pandemická únava
Pandemická únava je označení pro stav, kdy část populace ztrácí motivaci k dodržování doporučených opatření proti dalšímu šíření pandemie; to pak může přispívat k dalšímu šíření nemoci. Pandemická únava je zaznamenána i během pandemie covidu-19 v roce 2020 a 2021, kdy podle některých odborníků přispěla k rychlému šíření pandemie v Evropě i jinde.
Únava z pandemie může být spojena s pocity psychického nebo fyzického vyčerpání, frustrací, pocity smutku, úzkosti nebo vyhoření, případně depresemi. Má psychické příčiny, zejména delší dobu trvající stres. Podle Světové zdravotnické organizace může v některých případech míra přítomnosti pandemické únavy v populaci dosáhnout až 60 procent.